# Gemme dell'infinito

Le sei Gemme incastonate sul Guanto dell'infinito.

Le Gemme dell'infinito (in inglese Infinity Gems), note anche come Pietre dell'infinito (in inglese Infinity Stones), sono sei oggetti immaginari dei fumetti Marvel Comics. Comparse per la prima volta in The Power of Warlock n. 1 (agosto 1972), solamente diverso tempo dopo, in Avengers Annual n. 7 (dicembre 1977), sono state mostrate tutte.
Ciascuna delle Gemme dona al possessore il potere di manipolare un certo aspetto dell'esistenza e, qualora riunite in un unico artefatto capace di imbrigliarne il potere (il Guanto dell'infinito), esse donano l'onnipotenza e l'onniscienza.
In Italia hanno esordito su Gli Albi dei Super-Eroi n. 12 (3 ottobre 1973), e in seguito sono comparse tutte e sei in Thor n. 208 (aprile 1973); entrambi pubblicati da Editoriale Corno.

## Descrizione
Tutte e sei le Gemme sono minuscole, lisce, ovali e caratterizzate dall'avere tutte un colore e un potere differente l'una dall'altra; nonostante il loro potere non sono indistruttibili né immutabili, dal momento che in due differenti occasioni, sono apparse con l'aspetto di una sfera rosa di diversi piedi di diametro e che in un'altra circostanza hanno dimostrato di poter cambiare il proprio colore.
Originariamente parte di un'unica onnipotente entità chiamata Nemesis, dopo essere state brevemente riunite e aver affrontato Ultraforce e i Vendicatori sono state nuovamente divise non prima di aver assunto anche le fattezze di quattro misteriosi umanoidi.
Spesso dipinte come creature semi-senzienti, le Gemme stesse sono alla ricerca di un possessore idoneo a controllarne il potere con cui fondersi a livello subatomico potenziandone le naturali facoltà superumane o donandogliene; ogni possessore, tuttavia, è tale solamente per un periodo temporaneo, a seguito del quale il loro legame con esse viene reciso e un altro prende il loro posto.
Le sei Gemme dell'infinito sono:
| Nome   | Colore                            | Poteri | Possessori noti |
| ------ | --------------------------------- | --- | --- |
| Tempo  | Verde (Originariamente arancione) | Consente di avere il controllo totale del passato, del presente e del futuro. Permette di viaggiare nel tempo, far invecchiare o ringiovanire, piegare il tempo rallentandolo o velocizzandolo e creare un loop temporale. Nel suo pieno potenziale dona l'onniscienza. | Adam Warlock, Il Giardiniere, Intermediario, Thanos, Nebula, Conte Abyss, Magus, Rune, Odeni, Gemini, Syphonn, Galactus, Dottor Strange, Loki |
| Anima  | Arancione (Originariamente verde) | Rende il possessore capace di rubare, controllare o manipolare le anime di vivi e morti. La Gemma dell'anima viene considerata la più potente di tutte, nonché la più pericolosa poiché è la sola capace di "divorare" l'anima del branditore se considerato indegno. | Il Giardiniere, Thanos, Nebula, Adam Warlock, Odeni, Gamora, Maxam, Magus, Rune, Hardcase, Namor, Thor, Mister Fantastic |
| Spazio | Blu (Originariamente viola)       | Rende il possessore in grado di essere in qualsiasi luogo nello stesso momento rendendolo onnipresente. In più, è in grado di muovere attraverso lo spazio ogni oggetto, rallentandone o velocizzandone la traiettoria. | Il Corridore, Thanos, Nebula, Carol Danvers, Adam Warlock, Pip Il Troll, Magus, Rune, Loki, Galactus, Iron Man, Hood, Odeni, Namor, Pantera Nera, Nick Fury |
| Mente  | Giallo (Originariamente blu)      | Dona al possessore la capacità di accedere a tutte le menti di qualsiasi essere vivente e di controllarle. Il Gran Maestro sembra aver scoperto che la Gemma è una manifestazione del subconscio dell'universo. | Gran Maestro, Loki, Thanos, Nebula, Adam Warlock, Dragoluna, Magus, Rune, Primevil, Professor X, Odeni, Hood, Ms. Marvel, Bestia, Visione |
| Realtà | Rosso (Originariamente giallo)    | Permette al possessore di realizzare qualsiasi desiderio, anche se questo è in contraddizione con le leggi scientifiche. Le sue potenzialità sono direttamente proporzionali alla capacità del possessore di controllarla. È stata definita occasionalmente come la più potente delle Gemme, soprattutto se usata senza le altre cinque che bilanciano il suo potere alterante in modo che non vada fuori controllo. | Malekith, Straniero, Il Collezionista, Thanos, Nebula, Adam Warlock, Rune, Night Man, Loki, Galactus, Freccia Nera, Hood, Odeni, Iron Man, Jane Foster |
| Potere | Viola (Originariamente rosso)     | Conferisce l'accesso a tutto il potere esistente e la capacità di duplicare qualsiasi superpotere o qualunque abilità (sia fisica che intellettiva). | Il Campione dell'Universo, Thanos, Nebula, Adam Warlock, Drax il Distruttore, Thor, Magus, Rune, Lord Pumpkin, Loki, Galactus, Donna Invisibile, Star-Lord, Ronan, Scarlet Witch, She-Hulk, Titania, Mister Fantastic, Odeni, Hood, Hulk Rosso, Xiambor, Namor |

Nel crossover Vendicatori/Ultraforce edito in tre parti da Malibu Comics tra luglio e ottobre 1995, è apparsa una settima Gemma dell'infinito di colore celeste: la Gemma dell'Ombra o dell'Ego, contenente l'ombra della coscienza sopita di Nemesis e capace pertanto di resuscitarlo unificando le altre sei.

## Storia

### Origini
Stando a quanto afferma Thanos le Gemme sono i resti di un'entità onnipotente ma terribilmente sola di nome Nemesis la quale, non riuscendo a sopportare l'idea di vivere per sempre senza avere nessuno accanto, si suicidò facendosi letteralmente a pezzi: da sei di questi pezzi sono in seguito nate le Gemme. Successivamente, tuttavia, viene rivelato che Nemesis era solamente la custode delle Gemme: è quindi presumibile che esse siano state create dal Supremo all'alba dell'Universo.

### Prime apparizioni
La prima delle sei ad apparire, la Gemma dell'anima, viene donata ad Adam Warlock dall'Alto Evoluzionario perché se ne serva al fine di sconfiggere l'Uomo Bestia. Successivamente appare anche la Gemma della realtà, in mano allo Straniero, e le altre quattro, in mano agli Antichi dell'Universo, che intendono servirsi del loro potere per prosciugare l'energia vitale di Galactus, unico essere nell'intero Universo più antico di loro in quanto nativo del precedente, di modo da diventare veramente gli esseri più antichi dell'universo. Tale complotto viene tuttavia sventato da Silver Surfer, le Gemme ed alcuni Antichi vengono inghiottiti da un Buco Nero, mentre i rimanenti vengono prosciugati da Galactus. Tuttavia, dal momento che gli Antichi non possono accedere al reame della Morte, in seguito riescono ad avvelenare Galactus dall'interno e, per risolvere la cosa Silver Surver, Mister Fantastic e la Donna Invisibile entrano nel Buco Nero per recuperare le Gemme e liberare gli Antichi, missione che si conclude con successo sebbene, per un breve momento, a contatto con la Gemma dell'anima, la Donna Invisibile venga controllata dalla sua seconda personalità malvagia, Malice.
Tempo dopo, Thanos ruba tutte e sei le Gemme e sfrutta il potere della Gemma della Realtà per estinguere il Sole venendo tuttavia ostacolato da Mar-Vell, i Vendicatori e Adam Warlock che ci rimette la vita; le Gemme tornano nuovamente in mano agli Antichi finché il titano le sottrae per la seconda volta affrontandoli uno a uno e riunendole nel Guanto dell'infinito (Infinity Gauntlet), grazie al quale diviene onnipotente, sconfigge facilmente sia Silver Surfer che Drax il Distruttore e reclama l'astronave rubatagli dalla piratessa spaziale Nebula, che si finge sua nipote, ardendola viva e sospendendola poi tra vita e morte in uno stato di eterna agonia da lui definita "un'opera d'arte".
In seguito, Thanos affronta e sconfigge i principali supereroi terrestri: l'Uomo Ragno, Wolverine, Hulk, Visione, Thor, Capitan America, Iron Man, Ciclope e il Dottor Destino; e le entità cosmiche giunte in loro soccorso: Galactus, Kronos, Ego il Pianeta Vivente, l'Osservatore e perfino Eternità che, una volta ucciso, decide di rimpiazzare. Così facendo però, Thanos rinuncia al suo corpo mortale perdendo dunque il Guanto, che viene prontamente recuperato da Nebula la quale, però, non controllandone il potere, se ne serve inconsciamente per disfare quanto fatto da Thanos dopo essere entrato in possesso dell'artefatto che, le viene poi sottratto dal redivivo Adam Warlock.
Giudicato indegno del potere dell'artefatto dal Tribunale Vivente, Warlock concorda dunque con l'entità di trovare ad ogni Gemma un Possessore che ne sia degno a cui lasciarla in custodia. I sei prescelti, denominati Infinity Watch, sono:
- Adam Warlock: Possessore della Gemma dell'anima
- Gamora: Posseditrice della Gemma del tempo
- Pip Il Troll: Possessore della Gemma dello spazio
- Dragoluna: Posseditrice della Gemma della mente
- Thanos: Possessore della Gemma della realtà
- Drax il Distruttore: Possessore della Gemma del potere

Dopo che l'Uomo Bestia riunisce le Gemme di Mente, Potere, Spazio e Tempo creando un essere mostruoso, lo Schiavo dell'infinito (Infinity Thrall), il Tribunale Vivente interviene nuovamente decretando che da lì in poi le Gemme non saranno più in grado di agire all'unisono.

### La Guerra dell'infinito
Diverso tempo dopo, Caos e Master order creano Magus, che doveva scontrarsi con Thanos. Quest'ultimo si allea con Warlock, che usa il guanto per dividersi in parte buona e parte cattiva. Dopo un po' di tempo l'alter ego malvagio di Adam Warlock diventa Magus, si impossessa del guanto con alcune gemme e annulla la regola del tribunale vivente, ma alla fine Thanos lo colpisce e mentre è distratto Adam ne approfitta facendo esplodere l'universo 2 volte e Magus finisce in un universo dentro la gemma dell'anima e quanto decretato tempo prima dal Tribunale Vivente viene ripristinato grazie ai poteri di Eternità finché, una versione femminile e benintenzionata di Warlock decide di riunirle e servirsene per eliminare il libero arbitrio di modo da eradicare il male dall'Universo ma, in seguito, desiste dal suo intento dopo essersi resa conto che in tal modo non ci sarebbe più nemmeno la vita stessa.
Poco tempo dopo è il vampiro extradimensionale Rune ad appropriarsi delle Gemme e servirsene per combattere Silver Surfer finendo però col disperderle nell'Ultraverse, dove sono contese da Loki, i Vendicatori e Ultraforce in una realtà alternativa dove si riuniscono brevemente in Nemesis. Tornate su Terra 616 grazie a un portale interdimensionale, vengono recuperate da Galactus, che tenta di servirsene per mettere fine alla sua eterna fame, ma, non avendo successo, le sparge nuovamente per tutto l'Universo, eccezion fatta per la Gemma dell'anima, che torna in mano a Warlock.
Grazie a tale sparpagliamento, anche She-Hulk e la supercriminale Titania entrano brevemente in possesso della Gemma del potere.

### Illuminati
Diversi anni dopo, in una serie di avventure ironiche, il cane inumano Lockjaw raccoglie tutte e sei le Gemme dell'infinito e le consegna a Reed Richards che, da principio desidererebbe tentare di distruggerle ma, in seguito, viene ragguagliato dall'Osservatore che esse fanno parte della trama stessa dell'Universo e la loro distruzione significherebbe recidere qualcosa di indispensabile all'equilibrio dell'esistenza. Per tanto vengono prese in custodia dagli Illuminati finché Hood non riesce a rubarne le Gemme del potere e della realtà, servendosene per affrontare l'Hulk Rosso tentando poi di entrare in possesso delle rimanenti quattro, riuscendo però ad impossessarsi solo di quelle della mente e del tempo, prima di venire sconfitto da Thor con la Gemma dello spazio e dall'Hulk Rosso con la Gemma del potere. Dopo un tentativo disperato di prendere la Gemma dell'anima, Hood viene intrappolato in un'illusione dal Dottor Strange e portato in carcere.
Le Gemme tornano dunque in mano agli Illuminati, che se ne servono poco dopo per evitare la collisione tra il loro ed un altro Universo riformando il Guanto dell'infinito e facendolo brandire a Capitan America, che riesce nell'intento sebbene, dato che le Gemme non avrebbero più dovuto essere usate all'unisono, l'effetto collaterale dell'azione sia la scomparsa della Gemma del tempo e la distruzione delle altre.

## Altre versioni

### Il concilio dei Reed
Nella miniserie Il concilio dei Reed, al fine di "risolvere tutto" il Reed Richards di Terra 616 si incontra con i suoi corrispettivi di altre dimensioni; tre dei quali indossano il Guanto dell'infinito che, tuttavia, funziona solo nei loro Universi d'origine.

### Vendicatori/JLA
Nel crossover Vendicatori/JLA, il Guanto dell'infinito viene trovato dal malvagio signore di Apokolips Darkseid, che lo distrugge dopo aver scoperto che non ha potere nell'Universo DC.

### I Vendicatori e il Guanto dell'infinito
Nella miniserie I Vendicatori e il Guanto dell'infinito, Thanos si impossessa dell'artefatto e viene affrontato da Wolverine, Hulk, Ms. Marvel, US Ace, il Dottor Destino e l'Uomo Ragno che, alla fine, riesce a sconfiggerlo cancellando però simultaneamente il ricordo dell'eroica impresa dalle menti dei compagni.

### Ultimate
Nell'universo Ultimate viene vista una versione del Guanto dell'infinito all'interno del Progetto Pegasus. La Gemma della mente viene usata da Modi, figlio di Thor al servizio dell'Hydra, per controllare il direttore Flumm e Cassie Lang, ma viene fermato dagli Ultimates, mentre la Gemma del potere è usata dall'agente S.H.I.E.L.D. Sayuri Kyota ma, in seguito, tutte le Gemme, più altre due, vengono rubate da Kang il Conquistatore, alleatosi con Hulk, Mister Fantastic e Quicksilver, in una battaglia che distrugge il Triskelion, una quinta Gemma viene trovata nel cervello di Tony Stark e sottratta da Richards, che dichiara sia indispensabile per salvare il mondo da un'imminente calamità. Dopo aver fatto il lavaggio del cervello alla Torcia Umana e compiuto un viaggio al centro della Terra, i neo-battezzatisi Oscuri Ultimates trovano l'ultima Gemma ma vengono poi affrontati e sconfitti dagli Ultimates, che distruggono le Gemme rendendo il Guanto inutilizzabile.

### What If?
- In una realtà alternativa in cui il Dottor Destino si è impossessato permanentemente del potere dell'Arcano, questi si serve delle Gemme dell'infinito per portare avanti una guerra di 407 anni contro i Celestiali[41].
- In una realtà alternativa dove i Fantastici Quattro originali sono tutti morti, una nuova squadra con lo stesso nome formata da Wolverine, l'Uomo Ragno, Hulk e Ghost Rider (in seguito sostituito da Iron Man) sono i soli supereroi disponibili per affrontare Thanos nel momento in cui si impossessa del Guanto dell'infinito[42].

## Altri media

### Cinema

#### Marvel Cinematic Universe
(Wong e Doctor Strange rivolti a Stark e Banner nel film Avengers: Infinity War)
Nel franchise del Marvel Cinematic Universe le Gemme dell'infinito hanno un ruolo di primo piano nella Saga dell'infinito. James Gunn, regista di Guardiani della Galassia (2014), ha creato la storia delle Gemme raccontata nel film: esse sono i resti di sei diverse singolarità che esistevano prima del Big Bang e sono state compresse nelle Gemme dopo la nascita dell'Universo. Ognuna delle gemme è stata introdotta in un film ed hanno man mano acquisito sempre maggiore importanza, fino a ricoprire una posizione centrale in Avengers: Infinity War e Avengers: Endgame. In ordine di apparizione le Gemme sono:
- Gemma dello spazio:
Contenuta nel Tesseract, appare brevemente nella scena dopo i titoli di coda di Thor (2011). In Captain America - Il primo Vendicatore (2011) si scopre essere nascosta in un villaggio in Scandinavia, viene trafugata e usata dal Teschio Rosso come fonte infinita di energia per potenziare le armi dell'Hydra. Dopo la sconfitta di Schmidt, il Tesseract viene trovato, custodito e studiato dallo S.H.I.E.L.D.. Da quel momento Howard Stark, con l'aiuto di Anton Vanko, studierà la sua tecnologia per replicarla e ciò porterà alla creazione del Reattore Arc. In Captain Marvel (2019) il Tesseract viene utilizzato dallo S.H.I.E.L.D. per la creazione del progetto Pegasus supervisonato dalla Dottoressa Wendy Lawson. Dopo gli interventi di Carol Danvers contro i Kree il cubo viene riconsegnato allo S.H.I.E.L.D. sotto la custodia di Nick Fury. In The Avengers (2012) sono gli esperimenti energetici che causano l'arrivo di Loki. L'asgardiano ha il compito di condurre un attacco alla Terra tramite un portale spaziale; alla fine del film, dopo la sconfitta di Loki e del suo esercito, viene riportata ad Asgard nel caveau di Odino. Dopo gli eventi di Thor: Ragnarok (2017), finisce di nuovo nelle mani di Loki e in Avengers: Infinity War (2018) quest’ultimo, per salvare la vita di Thor, la consegna a Thanos, il quale la colleziona sul Guanto dell'infinito. In Avengers: Endgame (2019) la gemma viene distrutta insieme alle altre cinque da Thanos, dopo aver effettuato lo schiocco che ha dimezzato gli esseri viventi dell'universo. Successivamente, tramite un viaggio nel tempo nel 2012 Loki se ne impossessa e fugge via, poi con un nuovo viaggio arrivano negli anni '70 e viene recuperata da una base S.H.I.E.L.D. e utilizzata in un nuovo guanto dell'infinito prima da Hulk, che riporta in vita le vittime del piano di Thanos, e successivamente da Iron Man per sconfiggere Thanos e il suo esercito. La gemma viene poi riportata alla sua linea temporale originale.
- Gemma della mente:
Viene incastonata nello scettro di Loki, che la utilizza per controllare la mente delle persone. L'arma viene poi rubata dall'Hydra e studiata dal barone Strucker che, come mostrato nella scena a metà dei titoli di coda di Captain America: The Winter Soldier (2014), la utilizza per effettuare degli esperimenti sugli esseri umani, i cui unici due sopravvissuti sono i gemelli Wanda e Pietro Maximoff che acquisiscono rispettivamente poteri telepatici/telecinetici e la super velocità. In Avengers: Age of Ultron (2015) lo scettro viene recuperato dagli Avengers in Sokovia: Stark e Banner ne approfittano per studiare un nuovo sistema difensivo, da cui creano accidentalmente Ultron. Questi s'impossessa dello scettro e usa la Gemma dell'Infinito per perfezionare il prototipo di un androide composto di Vibranio. Questa iniziativa fallisce e Stark e Banner completano la procedura a proprio vantaggio, creando come risultato Visione. In Avengers: Infinity War, la gemma, e di conseguenza Visione, sono i protagonisti di tutti gli attacchi sulla Terra, prima a Edimburgo braccati da Proxima Media Nox e Gamma Corvi, successivamente in Wakanda dall'esercito di Outriders. Viene coraggiosamente distrutta da Wanda per poi essere riparata e ottenuta da Thanos tramite la Gemma del tempo. In Avengers: Endgame (2019) la gemma viene distrutta insieme alle altre cinque da Thanos, dopo aver effettuato lo schiocco che ha eliminato metà dell'universo. Successivamente, tramite un viaggio nel tempo alla battaglia di New York, viene recuperata dallo scettro di Loki e utilizzata in un nuovo guanto dell'infinito prima da Hulk, che riporta in vita il 50% delle forme di vita precedentemente eliminate da Thanos, successivamente da Iron Man per sconfiggere Thanos e il suo esercito. La gemma viene poi riportata alla sua linea temporale originale. Nella serie WandaVision viene rivelato che un frammento della gemma, contenente tutte le esperienze ed i ricordi di Visione, è sopravvissuta all'interno della mente di Wanda.
- Gemma della realtà:
Attorno ad essa si incentrano gli eventi di Thor: The Dark World (2013). Alla creazione dell'Universo, la Gemma, sotto forma di un fluido chiamato Aether, è appartenuta agli Elfi Oscuri, i quali hanno sempre tentato di riportare l'Universo nell'oscurità in cui si trovava prima dell'avvento della luce. Gli Asgardiani guidati da Borr, padre di Odino e nonno di Thor, riescono a recuperare l'Aether e a isolarlo da qualunque contatto: tramite gli effetti della Convergenza, esso viene posto in una dimensione parallela, all'interno di un obelisco. Jane Foster ne assorbe inavvertitamente le proprietà durante la Convergenza del 2013, e il suo ritorno sulla Terra ridesta gli Elfi Oscuri che avevano riposato fin dalla loro sconfitta millenni prima. Thor porta Jane su Asgard per comprendere i poteri dell'Aether, ma il seguente scontro con Malekith e il suo esercito, portano Thor, Loki e Jane nel Regno Oscuro, Svartalfheim, per uccidere Malekith utilizzando come esca l'Aether all'interno di Jane. Il piano fallisce, e dopo aver ottenuto l'Aether, Malekith si reca a Greenwich per sfruttare il massimo potere della Convergenza e scatenare la distruzione per mezzo dell'Aether. Thor riesce a uccidere il signore degli Elfi Oscuri e riporta l'Aether su Asgard, che viene poi consegnato da Sif e Volstagg al Collezionista, in modo che possa essere tenuta al sicuro e lontana dal Tesseract.[43]. In Avengers: Infinity War, Thanos, dopo aver distrutto il museo del Collezionista, ridà all'Aether la sua forma originale di Gemma, e se ne impossessa. In Avengers: Endgame (2019) la gemma viene distrutta insieme alle altre cinque da Thanos, dopo aver effettuato lo schiocco che ha decimato metà dell'universo. Successivamente, tramite un viaggio nel tempo, viene recuperata dal corpo di Jane Foster e utilizzata in un nuovo guanto dell'infinito prima da Hulk, che riporta in vita il 50% delle forme di vita precedentemente eliminate da Thanos, successivamente da Iron Man per sconfiggere Thanos e il suo esercito. La gemma viene poi riportata alla sua linea temporale originale.
- Gemma del potere:
Situata su Morag e contenuta in un oggetto chiamato Orb, diventa importante dopo l'incontro dei Guardiani della Galassia con il Collezionista. Ricercata da Ronan per conto di Thanos in cambio dello sterminio della popolazione di Xandar, riesce ad ottenerla dopo un violento scontro su Ovunque. È capace di distruggere intere civiltà proporzionando la propria forza in base alle dimensioni dell'obiettivo, solo esseri particolarmente potenti riescono a sopravvivere a suoi effetti, come i Celestiali. Dopo aver sconfitto Ronan nella battaglia di Xandar, i Guardiani della Galassia la consegnano ai Nova Corps in modo che possa essere tenuta al sicuro. Viene rubata da Thanos prima di Avengers: Infinity War con l'uccisione di metà degli abitanti del pianeta. È la prima Gemma ad essere conquistata da Thanos. In Avengers: Endgame (2019) la gemma viene distrutta insieme alle altre cinque da Thanos, dopo aver effettuato lo schiocco che ha decimato metà dell'universo. Successivamente, tramite un viaggio nel tempo, viene recuperata dal pianeta Morag e utilizzata in un nuovo guanto dell'infinito prima da Hulk, che riporta in vita il 50% delle forme di vita precedentemente eliminate da Thanos, successivamente da Iron Man per sconfiggere Thanos e il suo esercito. La gemma viene poi riportata alla sua linea temporale originale.
- Gemma del tempo:
Viene trovata, studiata e manipolata da Agamotto, il "padre della arti mistiche", attraverso la reliquia da lui inventata: l'Occhio di Agamotto. Viene descritta nel libro di Cagliostro, permette a chi la utilizza di manipolare a piacimento il tempo, creare suddivisioni temporali, paradossi spaziali, riavvolgimenti e loop.[44] In Doctor Strange (2016) è conservata a Kamar-Taj, dai maestri delle arti mistiche e dall'Antico. Durante il suo addestramento, Stephen Strange la utilizza sconsideratamente per fare pratica di magia, e subito dopo averne intuito il funzionamento la usa a Hong Kong per combattere Dormammu; dopo aver compreso gli effetti e la responsabilità che gravano sull'utilizzatore, Strange riconsegna il manufatto aspettando di diventare più abile per poterla utilizzare. In Thor: Ragnarok; la rivediamo al collo del dottor Strange, e in Avengers: Infinity War, è la protagonista della primissima e ultima parte del film. Viene barattata a Thanos da Strange per salvare la vita di Tony Stark, e subito dopo in Wakanda, viene utilizzata per riparare la Gemma della mente. In Avengers: Endgame (2019) la gemma viene distrutta insieme alle altre cinque da Thanos, dopo aver effettuato lo schiocco che ha decimato metà dell'universo. Successivamente, tramite un viaggio nel tempo, viene recuperata e utilizzata in un nuovo Guanto dell'infinito prima da Hulk, che riporta in vita il 50% delle forme di vita precedentemente eliminate da Thanos, successivamente da Iron Man per sconfiggere Thanos e il suo esercito. La gemma viene poi riportata alla sua linea temporale originale.
- Gemma dell'anima:
Questa gemma compare per la prima volta in Avengers: Infinity War, nascosta sul pianeta Vormir e sorvegliata da Teschio Rosso dal momento in cui venne teletrasportato via della Terra, Thanos ne entra in possesso sacrificando disperatamente la cosa che più ama al mondo, la sua figlia adottiva Gamora. In Avengers: Endgame (2019) la gemma viene distrutta insieme alle altre cinque da Thanos, dopo aver effettuato lo schiocco che ha decimato la metà dell'universo. Successivamente, tramite un viaggio nel tempo, viene recuperata dal pianeta Vormir tramite il sacrificio di Vedova Nera e utilizzata in un nuovo Guanto dell'infinito prima da Hulk, che riporta in vita il 50% delle forme di vita precedentemente eliminate da Thanos, successivamente da Iron Man per sconfiggere Thanos e il suo esercito. La gemma viene poi riportata alla sua linea temporale originale.

Un Guanto dell'infinito, il destro, appare brevemente in Thor, nella sala dei trofei di Odino, che si rivela essere un falso in Thor: Ragnarok; mentre nella scena a metà dei titoli di coda di Avengers: Age of Ultron viene mostrato Thanos che indossa un guanto sinistro. Nella serie Loki il protagonista scopre che alla sede della Time Variance Authority i vari impiegati possiedono diverse varianti delle Gemme, le quali non hanno più potere e sono pertanto prive di valore. Nell'ultimo episodio, Colui che rimane cerca di corrompere Loki offrendogli la possibilità di diventare padrone di tutte le Gemme dell'infinito. In Spider-Man: No Way Home la Gemma del tempo viene citata dal dottor Strange quando Peter gli chiede di tornare indietro nel tempo per rimediare al danno provocato da Mysterio.

### Televisione
- Nella serie d'animazione Super Hero Squad Show la ricerca delle Gemme e l'assemblamento del Guanto sono i principali argomenti della prima metà della seconda stagione; tuttavia, oltre a essere chiamate Pietre dell'infinito, non sono sei bensì otto: ne includono infatti una settima di colore rosa, la Pietra del Ritmo; ed un'ottava dorata chiamata Spada dell'infinito (trasposizione della Gemma dell'Ego Ultraverse).
- Durante tutta la seconda stagione della serie Avengers Assemble le Gemme dell'infinito compaiono in diversi episodi come sottotrama.

### Videogiochi
- Marvel Super Heroes in War of the Gems, le Gemme sono l'argomento principale.
- Marvel Super Heroes, compaiono le Gemme dell'infinito.
- Marvel Super Hero Squad: The Infinity Gauntlet, le Pietre dell'infinito (incluse quella del Ritmo e quella dell'Ego, nella forma di Spada dell'infinito) sono presenti all'interno del videogioco, ispirato alla serie animata.
- Marvel vs. Capcom 2: New Age of Heroes, Thanos ha come potenziamenti le Gemme di Potere, Anima, Realtà e Spazio e cerca le altre due smarrite.
- Marvel vs. Capcom: Infinite